# Пітер Устінов
Сер Пітер Александр Устінов, CBE (англ. Sir Peter Alexander Ustinov; 16 квітня 1921, Лондон — 28 березня 2004, Женольє, кантон Во, Швейцарія) — британський актор театру та кіно, кінорежисер, постановник опер і драматичних вистав, драматург, сценарист, письменник, газетний та журнальний колумніст, теле- та радіоведучий, продюсер. Лауреат премій «Оскар», «Еммі», «Греммі», BAFTA, командор Ордена Британської імперії.

## Біографія
Пітер Устінов народився 16 квітня 1921 року в багатонаціональній родині, що проживала в одному з районів Лондона — Швейцарський Котедж. При народженні він дістав ім'я Пітер Александр фон Устінов (англ. Peter Alexander Baron von Ustinov), і, за наполяганням бабусі-вірянки, його хрещено за протестантським обрядом як «Петеруса Александруса» в одній з церков Гамбурга.
Батько — німецький підданець швейцарського, ефіопського, єврейського та російського походження Йона Платонович фон Устінов, відомий у родині під прізвиськом «Клоп», мати — Надія Леонтіївна Бенуа мала російське, французьке, іспанське та італійське походження, походила зі старовинного петербурзького артистичного роду Бенуа. Батьки Пітера Устінова познайомилися й повінчалися 1920 року у Петрограді, куди Йона прибув, за твердженням біографів, щоб розшукати матір та сестру. Незабаром за підробними документами вони відбули на шведському пароплаві з охопленої революцією Росії до Амстердаму, а через деякий час перебралися до Лондона.
Німецький дворянський титул імовірно подарував Пітеровому дідові Платону Григоровичу Устінову німецький імператор Вільгельм I. На початку Другої світової війни цей титул у Британії мав вигляд більш ніж підозрілий, тому родині довелося від нього відмовитися.
Пітер навчався у Вестмінстерському коледжі, де його «однокашником» був син Ріббентропа. Ще в ранні роки учнівства Устінов виявив здібності до вивчення англійської та французької мов, інших гуманітарних предметів. У зрілому віці він вільно розмовляв англійською, німецькою, французькою, іспанською, італійською та російською мовами. Крім цього він володів розмовною турецькою та новогрецькою мовами, розумів їдиш. Разом з цим норовливому Устінову не були до душі такі обов'язкові шкільні предмети як латина та математика, тому коледж він так і не закінчив.
Пітер Устінов дебютував на сцені у 17 років, а у 21-річному віці вперше зфільмувався в кіно. Після війни знімався у Великій Британії, США. Неодноразово виконував роль знаменитого детектива Еркюля Пуаро.
У 1950-ті роки став писати та ставити свої п'єси, грати в них. Протягом шести років був канцлером Даремського університету. 1977 року вийшла автобіографічна книга Пітера Устінова «Дорогий я» (Dear Me). 1987 року прокоментував офіційний огляд сезону Формули-1 1987 року.
2002 року Пітер Устінов приїхав до Берліна за дорученням ЮНІСЕФ, щоб уперше познайомитися з виставкою United Buddy Bears, яка пропагувала мирне співіснування націй, культур та релігій. Устінов виступив за те, щоб один зі 140 ведмедів уособлював Ірак. 2003 року він як покровитель відкрив другу виставку United Buddy Bears у Берліні.

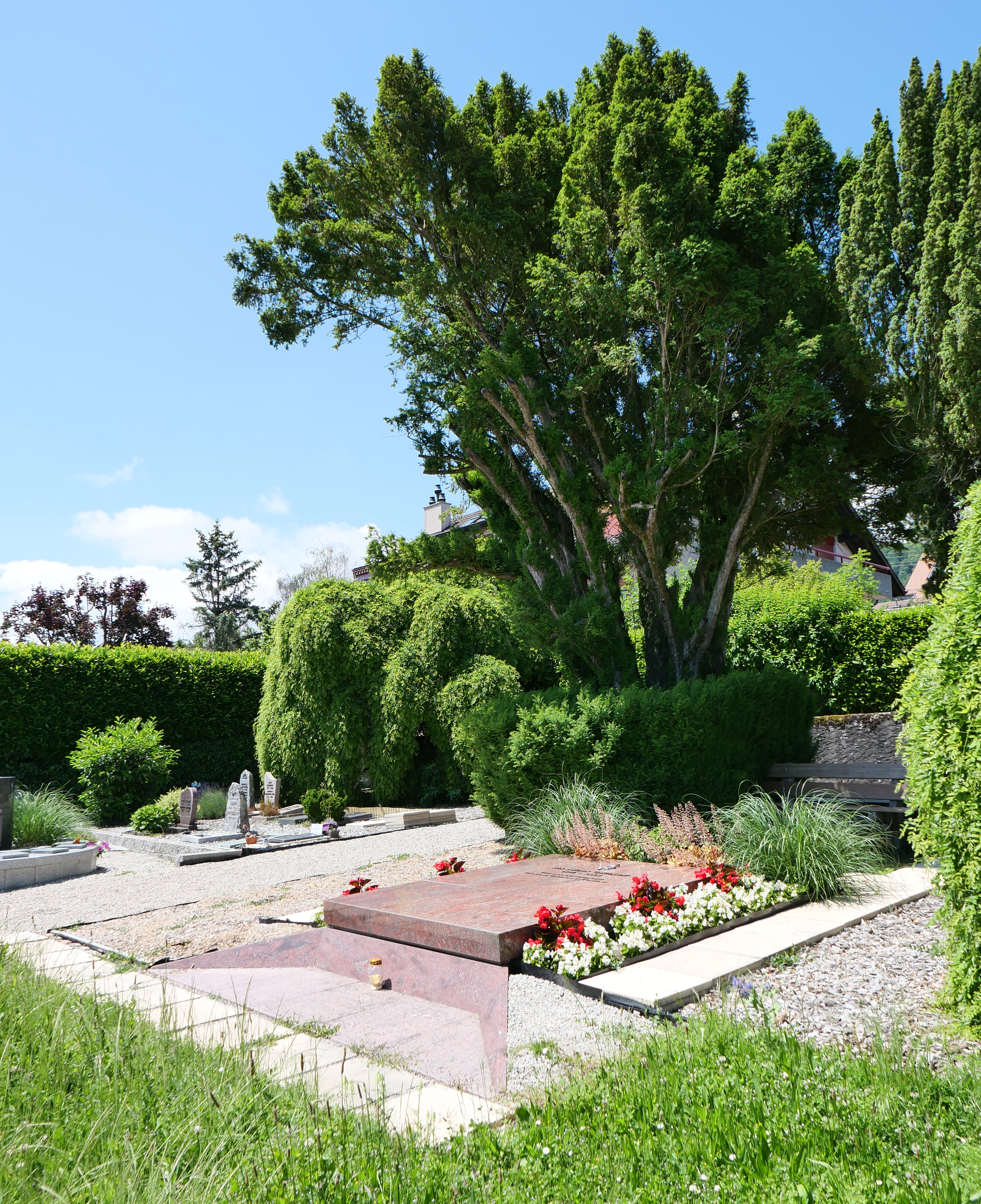
Могила 2024 рік.

Чотири рази був лауреатом премії «Еммі» (Востаннє за «Росію Пітера Устінова»). Отримав «Оскари» за фільми «Спартак» та «Топкапі» (1964). Всього знявся у 88 фільмах.
Устінов був світським гуманістом. Він був внесений до списку видатних прихильників Британської гуманістичної асоціації і був членом їх дорадчої ради.

В останні роки Устінов страждав на цукровий діабет та ослаблене серце. Помер 28 березня 2004 року в Швейцарії від серцевої недостатності. Останні спочинок Устинов знайшов на кладовищі Бурсін у швейцарському кантоні Во. На його могильній плиті зображено хрест – незважаючи на його самоідентифікацію як світського гуманіста – і напис:
« SIR PETER USTINOV
1921-2004
Writer-Actor-Humanist

Musicien-Membre de l'Institut »

## Особисте життя
Був одружений тричі. Спочатку з Ізольдою Денхем (1920–1987), дочкою Реджинальда Денхема та Мойни Макгілл. Шлюб тривав з 1940 року до їх розлучення в 1950 році, і у них народилася одна дитина, дочка Тамара Устінова. Ізольда була зведеною сестрою Анжели Ленсбері, яка з’явилася разом з Устіновим у фільмі «Смерть на Нілі». Його другий шлюб був із Сюзанною Клутьє, який тривав з 1954 року, до їх розлучення в 1971 р. У них народилося троє дітей: дві дочки -  Павла Устінова та Андреа Устінова та син Ігор Устінов. Його третій шлюб був з Елен дю Лау д'Алеманс, який тривав з 1972 р. до його смерті в 2004 р.

## Вибрана фільмографія
- 1942 — Один з наших літаків не повернувся — священик (дебют)
- 1950 — Одетта — лейтенант Алекс Рабинович/Арно
- 1951 — Камо грядеши — Нерон
- 1954 — Єгиптянин — Капто
- 1955 — Лола Монтес — конферансьє
- 1960 — Спартак — Лентул Батіата (премія «Оскар» за найкращу чоловічу роль другого плану)
- 1960 — На заході дня
- 1961 — Романов та Джульєтта
- 1962 — Біллі Бад
- 1963 — Голландець (озвучення)
- 1964 — Топкапі — Артур Саймон Сімпсон (премія «Оскар» за найкращу чоловічу роль другого плану)
- 1975 — Зниклий динозавр — працівник китайських спецслужб Хнап Ван
- 1976 — Втеча Логана — старий
- 1977 — Ісус з Назарету — цар Ірод
- 1979 — Ашанті — Сулейман
- 1986 — Росія
- 1989 — Навколо світу за 80 днів — детектив Фікс
- 1989 — Французька революція — Оноре де Мірабо
- 1989 — Олія Лоренцо — Професор Ніколаїс
- 1994 — Фенікс та чарівний килим
- 1999 — Холостяк
- 1999 — Аліса в країні чудес — Морж
- 2001 — Вікторія та Альберт — король Вільгельм IV
- 2003 — Пристрасті за Лютером — Фрідріх III

### Пітер Устінов у роліЕркюля Пуаро
- 1978 — Смерть на Нілі — (номінація на премію BAFTA за найкращу чоловічу роль)
- 1982 — Зло під сонцем
- 1985 — Тринадцять за обідом — (у цьому телефільмі в ролі старшого інспектора Джепп знявся майбутній виконавець ролі Пуаро Девід Суше)
- 1986 — Загадка мерця
- 1986 — Вбивство у трьох актах
- 1988 — Побачення зі смертю

### Фільми про Устінова
- 1998 — «Сер Пітер, або Фантазія в апельсинових тонах» — документальний фільм, 1998 року, 26 хв., сценарій Ольга Агамірова-Сац, режисер Микита Тихонов

## Театральні роботи
- 1967 — «Хоч як би високо ти піднімався, ти завжди будеш лише на півдорозі до вершини» (Halfway up the Tree).
- 1997 — «Любов до трьох апельсинів», вистава-опера, спільно з Олегом Шейнцисом у московському Большому театрі.